# سان سبریان د مودا
سان سبریان د مودا (به اسپانیایی: San Cebrián de Mudá) یک شهرستان در اسپانیا است که در استان پالنسیا واقع شده‌است.

## خصوصیات
سان سبریان د مودا ۴۴ کیلومترمربع مساحت و ۱۸۵ نفر جمعیت دارد.